# 1828 en Bretagne
 Chronologie de la Bretagne
- 1824
- 1825
- 1826
- 1827
- 1828
- 1829
- 1830
- 1831
- 1832

Cette page recense des événements qui se sont produits durant l'année 1828 en Bretagne.

## Société

### Décès
- 14 mai à Rennes : Yves Claude Jourdain, homme politique français né le 15 juillet 1749 à Brest (Finistère).